# Бертолд I (Швабия)
Бертолд I (на немски: Berchthold I, също наричан Erchanger I, Bartold I) от род Ахалолфинги, е пфалцграф в Швабия през 880 – 892 г.

## Брак
Той се жени за Гизела от Източна Франкия (* 840; † 891), дъщеря на крал Лудвиг Немски и Хема. Други източници посочват, че тя е дъщеря на Ерхангер (Млади) († 864), граф в Елзас (Етихониди), сестра на императрица Рихарда Швабска, съпругата на император Карл Дебели.

## Деца
- Кунигунда Швабска (* 880, † 915), се омъжва за баварския маркграф Луитполд († 907) от род Хуоси и Луитполдинги, и през 913 г. за крал Конрад I (Конрадини)
- Бертхолд II, граф в Баар, екзекутиран на 21 януари 917 г.
- Ерхангер II, херцог на Швабия (915 – 917), екзекутиран на 21 януари 917 г.